# Masakra w At-Turajmisie
Masakra w At-Turajmisie – pacyfikacja i zbiorowe egzekucje w wiosce kontrolowanej przez rebeliantów i zamieszkałej przez przeciwników syryjskiego reżimu Baszszara al-Asada dokonane przez syryjską armię i prorządową milicję szabiha na cywilach 12 lipca 2012 podczas wojny domowej w Syrii w wyniku czego zginęło 150 osób, w większości ludność cywilna.

## Tło
Wojna domowa w Syrii wybuchła 15 marca 2011. Początkowo były to masowe demonstracje niezadowolonego społeczeństwa syryjskiego z sytuacji życiowej, które były krwawo tłumione przez siły bezpieczeństwa. Skutkiem tego było powołanie latem 2011 przez oficerów armii narodowej Wolną Armię Syrii (WAS). Od tego momentu dezerterujący żołnierze z armii Baszszara al-Asada, byli zrzeszani wokół formacji opozycyjnej, która podjęła walkę partyzancką. Przez 14 miesięcy konfliktu życie straciło ponad 15 tys. ludzi, głównie cywile.
W czasie wojny domowej armia dokonywała licznych masakr w syryjskich miastach, atakując nieuzbrojonych cywilów z broni pancernej. Warta do odnotowania jest pacyfikacja Dżisr asz-Szughur z czerwca 2011, czy masakra Hamy z końca lipca 2011.
Wobec zaogniającej się sytuacji w Syrii najpierw Liga Państw Arabskich, a następnie Organizacja Narodów Zjednoczonych podjęła mediacje w celu osiągnięcia pokoju. Plonem tych zabiegów dyplomatycznych było wynegocjowanie pokojowego planu Annana na mocy którego miał obowiązywać od 12 kwietnia 2012 obustronny rozejm.
Jednakże de facto rozejm nie był respektowany przez siły rządowe, a w efekcie także przez rebeliantów. Ponadto reżim nie wypełnił żadnego z sześciu punktów planu Annana. W ramach tego planu wysłano do Syrii obserwatorów tworzących misję UNSMIS. Jednakże liczba 300 obserwatorów w szczytowym momencie okazała się niestarczająca, by sprawnie monitorować sytuację w Syrii. Z czasem reżim dopuszczał się coraz większych pogwałceń rozejmu, czego punktem kulminacyjny była masakra w Huli z 25 maja 2012 w której zginęło 108 osób oraz masakra w Al-Kubajr z 6 czerwca 2012, gdzie zabito 78 osób.
7 czerwca 2012 Kofi Annan oficjalnie przyznał, że jego plan nie odniósł zamierzanych efektów, a Syria pogrążała się w wirze wojny domowej. Powiedział, że rozwiązaniem radykalizującego się konfliktu mogło być powołanie grupy kontaktowej z członkami RB ONZ i liczącymi się krajami arabskimi na czele. Miało to według Annana nie dopuścić do kolejnych masakr w Syrii.
Jednak do zbrodni wojennych dochodziło coraz częściej gdyż, rebelianci nie byli w stanie sprostać uzbrojonej w ciężką broń armii Al-Asada, ale ustanowili przyczółki oporu w wielu miastach i wioskach w całej Syrii, co skłania siły Al-Asada do atakowania ich przy pomocy czołgów, helikopterów i artylerii. Rebelianci domagali się od społeczności międzynarodowej wprowadzenia strefy zakazu lotów i przeprowadzenia interwencji wojskowej, jednak nie pozwalała na to postawa Rosji i Chin, które wetowały wszelkie rezolucje RB ONZ.
W Syrii doszło do eskalacji przemocy do tego stopnia, iż 16 czerwca 2012 zawieszono misję obserwacyjną ONZ. Powołana grupa kontaktowa uchwaliła na konferencji genewskiej z 30 czerwca 2012 zasady transformacyjne po zakończeniu konfliktu, jednak nadal nie było wiadomo jak go rozwiązać. Siły rządowe wraz z alawicką milicją 12 lipca 2012 dopuściły się jak dotąd najbardziej bardziej krwawej masakry, tym razem w At-Turajmisie w prowincji Hama.

## Masakra
Masakra miała miejsce 12 lipca 2012 w wiosce At-Turajmisa, 25 km na północny zachód od miasta Hama. O godz. 6:00 rano czasu lokalnego armia otoczyła wioskę zamieszkałą przez sunnitów i rozpoczęła atak, w czasie którego wojsko składająca się z 800 żołnierzy pacyfikowało cele za pomocą helikopterów szturmowych, artylerii i czołgów. W czasie bombardowań ludzie szukali schronienia w szkole oraz meczecie, które uległy zawaleniu, co spowodowało dziesiątki ofiar. Ponadto w czasie pacyfikacji spalono domy oraz meczet.
Kiedy z wioski wycofało się ok. 250-300 rebeliantów, zajęła ją prorządowa milicja alawicka szabiha, która dokonała zbiorowych egzekucji. Zwłoki ofiar masakry rozrzucono na polach do rzek i pozostawiono w zniszczonych budynkach. W masakrze łącznie zginęło ok. 150 osób, w większości cywile. Początkowo Narodowa Rada Syryjska (NRS) mówiła 305 osobach zabitych, następnie rebelianci twierdzili, że w masakrze śmierć poniosło 220 osób. Potwierdzono śmierć 103 osób, jednak rebelianci twierdzili, iż cześć ciał zostało spalonych, bądź wywiezionych. Strona rządowa mówiła o 50 ofiarach, nie przyznając się jednak do przeprowadzenia masakry, oskarżając o jej dokonanie organizacje terrorystyczne. Była to największa masakra w trakcie syryjskiej wojny domowej.
Obserwatorzy ONZ na miejsce zbrodni przybyli 14 lipca 2012 o godz. 8:30 czasu lokalnego. Stwierdzili, że celem ataku byli głównie rebelianci. Członkowie zawieszonej misji UNSMIS widzieli w domach kałuże krwi oraz wiele zniszczonych przez ostrzał budynków, w tym dopalające się ruiny szkoły, a także łuski po pociskach artyleryjskich i moździerzowych. Powiedzieli, że wojska rządowe ostrzeliwały miasto z wielu rodzajów broni, w tym artylerii, moździerzy i granatników. Obserwatorzy w rozmowach z 27 świadkami, w raporcie stwierdzili, że w czasie operacji naziemnej, żołnierze i milicjanci dokonywali rewizji domów cywilnych, żądali dowodów osobistych mieszkańców, po czym wielu z nich rozstrzeliwano.

## Reakcje i skutki
Opozycjoniści wezwali Radę Bezpieczeństwa ONZ do ostatecznego uchwalenia wiążącej rezolucji wymierzonej w rząd Al-Asada. Według NRS zaogniająca się sytuacja w Syrii zagrażała bezpieczeństwu w regionie i na świecie, tak więc wymagało to przyjęcia trybie pilnym zdecydowanej rezolucji Rady Bezpieczeństwa ONZ na mocy Rozdziału VII Karty Narodów Zjednoczonych.
VII Rozdział określa środki mogące zostać podjęte przez RB ONZ w przypadku zagrożenia pokoju, zakłócenia pokoju i aktu agresji w danym państwie. Kompetencje Rady Bezpieczeństwa ONZ w tym zakresie obejmują m.in. wprowadzanie sankcji ekonomicznych, dyplomatycznych i militarnych, a także użycie sił zbrojnych do rozstrzygania sporów. Jednak rezolucje RB ONZ blokowały dotąd Rosja i Chiny.
Ponadto NRS obarczyło odpowiedzialnością za bezpieczeństwo Syryjczyków kraje członkowskie RB ONZ. Z kolei Bractwo Muzułmańskie wchodzące w skład NRS ogłosiło, iż pośrednią odpowiedzialność za masakrę ponosi Kofi Annan, inicjator planu pokojowego dla Syrii oraz Rosja i Iran, główni sojusznicy Damaszku. Organizacja ta przyrównała wydarzenia z At-Turajmisy do „największych masakr stulecia”, z których wymieniła masakry na Palestyńczykach w libańskich obozach dla uchodźców Sabra i Szatila w 1982 i masakrę w Srebrenicy z 1995.
Masakra została szeroko potępiona na arenie międzynarodowej. Kofi Annan powiedział, że jest wstrząśnięty doniesieniami z At-Turajmisy i dowodziło to, iż wojsko używało ciężkiej broni przeciwko cywilom. Annan podkreślił, iż użycie broni ciężkiej stanowiło pogwałcenie zasad sześciopunktowego porozumienia pokojowego, obowiązującego od 12 kwietnia 2012. Dodał, że po uspokojeniu się sytuacji obserwatorzy ONZ przybędą na miejsce masakry. Od połowy czerwca 2012, z powodu eskalacji przemocy obserwatorzy przebywali w Damaszku, a misja była zawieszona. Obserwatorzy przybyli jednak na miejsce masakry 14 lipca 2012. Oburzenie i zasmucenie masakrą wyraziła sekretarz stanu USA Hillary Clinton. Masakrę potępiły Chiny, Turcja oraz Francja, której władze w komunikacie przekazały, iż syryjski reżim musiał uczynić pierwszy krok ku powstrzymaniu przemocy.
Po masakrze w At-Turajmisie, rebelianci 15 lipca 2012 podjęli szturm na Damaszek. Początkowo opozycjoniści zajęli wiele stołecznych dzielnic, jednak po kilku dniach armia przystąpiła do zwycięskiej kontrofensywy. Miesiąc po tych wydarzeniach bojownicy ponownie atakowali przedmieścia Damaszku, jednak armia bezwzględnie pacyfikowała regiony zajęte przez sunnickich rebeliantów. 24 sierpnia 2012 armia przeszła przez miasto Darajja pod Damaszkiem, gdzie w kolejnych dniach według różnych szacunków znaleziono 300-400 ofiar egzekucji. ONZ nazwało te wydarzenia zbrodnią wojenną.